# Florian Wörner
Florian Wörner (Garmisch-Partenkirchen, 5 de fevereiro de 1970) é bispo auxiliar na Diocese de Augsburgo.

## Vida
Florian Wörner se formou no Liceu Beneditino de Ettal em 1990 e estudou teologia e filosofia na Universidade de Augsburgo até 1995. Em 4 de maio de 1997, foi ordenado sacerdote pelo Bispo Viktor Josef Dammertz, OSB. Inicialmente, atuou como vigário nas paróquias do Sagrado Coração de Jesus em Augsburg e de São Clemente em Eschenlohe. Posteriormente, trabalhou como capelão em Oberstdorf (1997-1999) e Kempten (1999-2001).
Em 2001, tornou-se pastor regional da juventude da região diocesana de Kempten e administrador paroquial de St. Theodor e Alexander em Haldenwang. De 2006 a 2013, foi Pároco diocesano da juventude, chefe do Escritório Episcopal da Juventude e assistente na comunidade paroquial deUstersbach. Em 2009, ainda foi nomeado como vigário da catedral. Em 2012, Florian Wörner tornou-se Vigário Episcopal para a Promoção da Nova Evangelização e Diretor do Instituto para a Nova Evangelização, função que ocupou até 2018.
Em 5 de junho de 2012, Wörner foi nomeado pelo Papa Bento XVI como Bispo Titular de Hierpiniana e Bispo Auxiliar de Augsburgo.  A ordenação episcopal foi dada pelo Bispo de Augsburgo, Konrad Zdarsa, em 28 de julho do mesmo ano, na Catedral de Augsburgo; os principais co-consagradores foram os bispos auxiliares Anton Losinger e Josef Grünwald.
Desde 2014, é o Representante da Conferência Episcopal de Freising para a Pastoral da Juventude e Associações de Jovens da Igreja na Baviera; desde 2015, Chefe do Departamento V "Escola" da Diocese de Augsburgo; e desde 2018, Vigário Episcopal para Escolas. Em junho de 2020, o Bispo Wörner foi nomeado Cônego da Catedral pelo Bispo de Augsburgo, Dom Bertram Meier.
Na Conferência Episcopal Alemã, é membro da Comissão para a Educação e Escolas e da Comissão da Juventude. Antes, foi membro da Comissão para a Ciência e Cultura (2012-2015).

Wörner é um dos bispos alemães que rejeita explicitamente a ordenação de mulheres; durante o Caminho Sinodal na Alemanha, ele votou contra uma revisão da exclusão das mulheres do diaconato e do presbiterado pela Santa Sé em 2022 e 2023.